# Réserve forestière de Mamiri
La réserve forestière de Mamiri se trouve au Ghana. Il a été créé en 1949 et le site couvre 45 km2 (17,374597155 mi2). Il a une forme longue et étroite, s'étendant sur environ 15 km (9,32056788 mi) du nord au sud, et seulement 2-4 km (2,485484768 mi) d'est en ouest (Oates, 2006). Mamiri se trouve à la frontière entre les zones forestières sempervirentes humides et sempervirentes humides (Hall et Swaine, 1981). 
Le terrain est vallonné, avec des collines fortement disséquées par de profondes vallées encaissées. Ces vallées sont inondées pendant la saison des pluies, créant des habitats marécageux. 
L'élévation estimée du terrain au-dessus du niveau de la mer est de 128 mètres. 

## Statut de singe
Il n'y a pas d'estimation récente de l'abondance des chimpanzés au Ghana. La dernière estimation a été faite par Teleki's (1989), qui a estimé qu'entre 300 et 500 chimpanzés seraient présents au Ghana. La présence du chimpanzé a été confirmée lors d'enquêtes de terrain en 2005 sur ce site (Oates, 2006), mais des enquêtes récentes en 2009 n'ont pas confirmé leur survie. (Gatti, 2009),.